# Sebastián Acevedo
Sebastián Acevedo Becerra (Coronel, 20 de enero de 1933-Concepción, 11 de noviembre de 1983) fue un obrero chileno que, motivado por la detención de sus hijos por la policía secreta (CNI) de la dictadura de Augusto Pinochet, se inmoló frente a la Catedral de la Santísima Concepción en la ciudad de Concepción a fin de presionar a las autoridades para que los liberen.

## Biografía
Nació en la ciudad minera de Coronel, en la Región del Biobío. Fue obrero y trabajaba en la constructora Lago Ranco de Concepción. Fue padre de cuatro hijos.

## Búsqueda de sus hijos y acción de protesta
El 9 de noviembre de 1983 Galo y María Candelaria Acevedo Sáez, dos de los hijos de Sebastián Acevedo, fueron detenidos por civiles armados que no se identificaron.
A María Candelaria la detuvieron en su casa, de mañana, y a Galo en las afueras de la constructora donde trabajaba. Ambos tenían militancia política de izquierda.

Sospechando que sus hijos se encontraban en poder de las fuerzas del Estado, Acevedo recorrió diferentes recintos buscándolos.

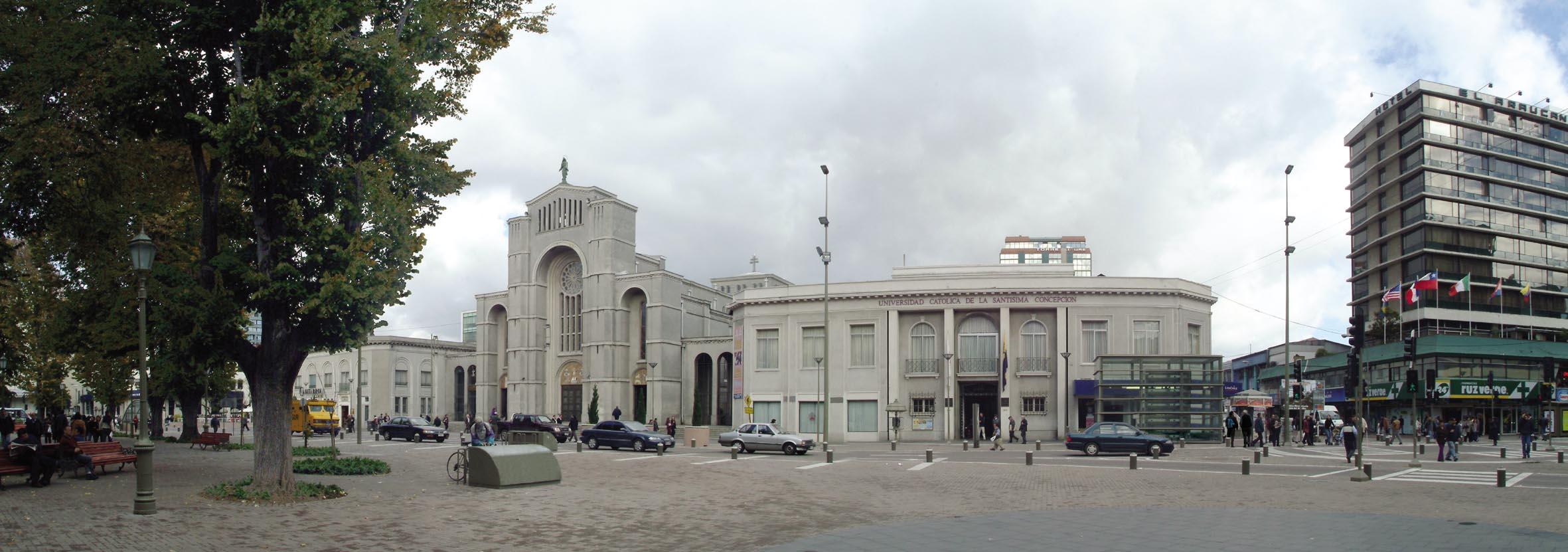
La Catedral de la Santísima Concepción vista desde una esquina de la Plaza de la Independencia.

Al no tener noticias, el 11 de noviembre de 1983, en señal de protesta y para presionar a las autoridades, se roció gasolina y parafina en sus ropas en la Plaza de Armas de Concepción. Cuando un policía intentó detenerlo, se prendió fuego. Murió a las pocas horas a consecuencia de las quemaduras. Antes de fallecer, recibió la extremaunción del sacerdote Enrique Moreno, quien además registró sus últimas palabras en una grabadora: "Quiero que la CNI devuelva a mis hijos… Señor, perdónalos a ellos y también perdóname por este sacrificio".
La muerte de Acevedo es considerada una muestra del dolor y angustia de quienes vivieron la desaparición de familiares durante la dictadura militar en Chile. Es por esto, señala su hija Erika Acevedo:

“Que la inmolación de Sebastián sacudió la conciencia de todo Chile, desnudó el drama de las detenciones secretas y las torturas. El impacto de esta acción fue tal que la dictadura se vio obligada a reconocer la detención de Galo y María Candelaria Acevedo, para días más tarde dejarlos en libertad”.

Luego de los hechos, su hija Candelaria fue liberada, pudo ir al Hospital Regional de Concepción y despedirse de su padre moribundo. Éste pudo ver que su hija había sido liberada. Según Candelaria:  

“Me dijo que cuidara a mi hijo, a mi hermano, que no dejara abandonada a mi madre".

Acevedo fue enterrado en el cementerio de su natal Coronel, registrándose incidentes durante el velorio y entierro como represión policial. Luego de la muerte de su padre, sus hijos nuevamente fueron detenidos. María Candelaria cayó nuevamente detenida el 30 de noviembre de 1983, pasando un año y dos meses privada de libertad. Su hermano Galo Fernando estuvo detenido durante dos años.
En el lugar mismo donde Sebastián Acevedo se inmoló, se pintó una cruz roja para recordar su gesto.

## Movimiento contra la tortura Sebastián Acevedo

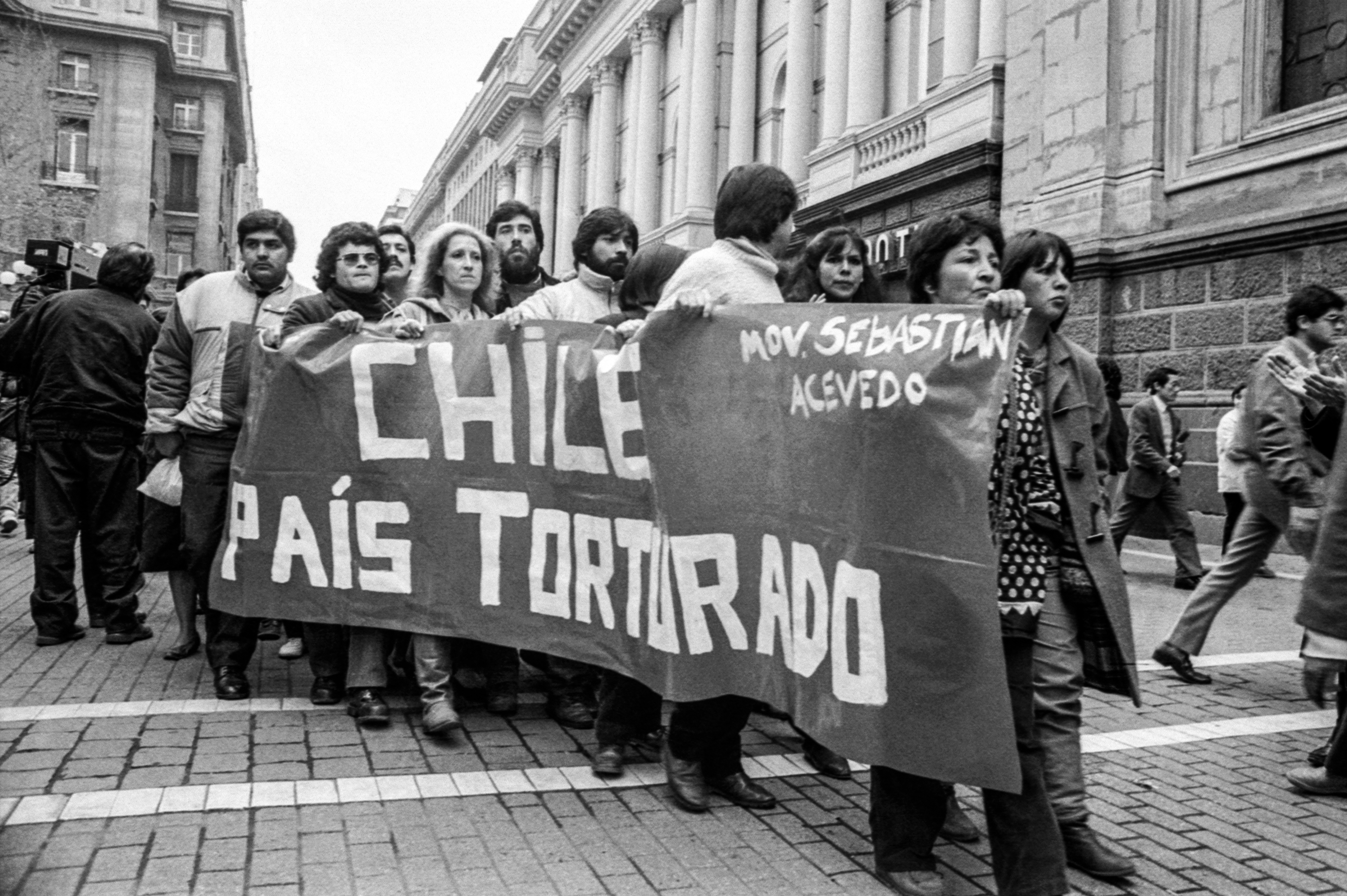
Manifestación de la agrupación «Movimiento contra la tortura Sebastián Acevedo». Imagen del fotógrafo Paulo Slachevsky

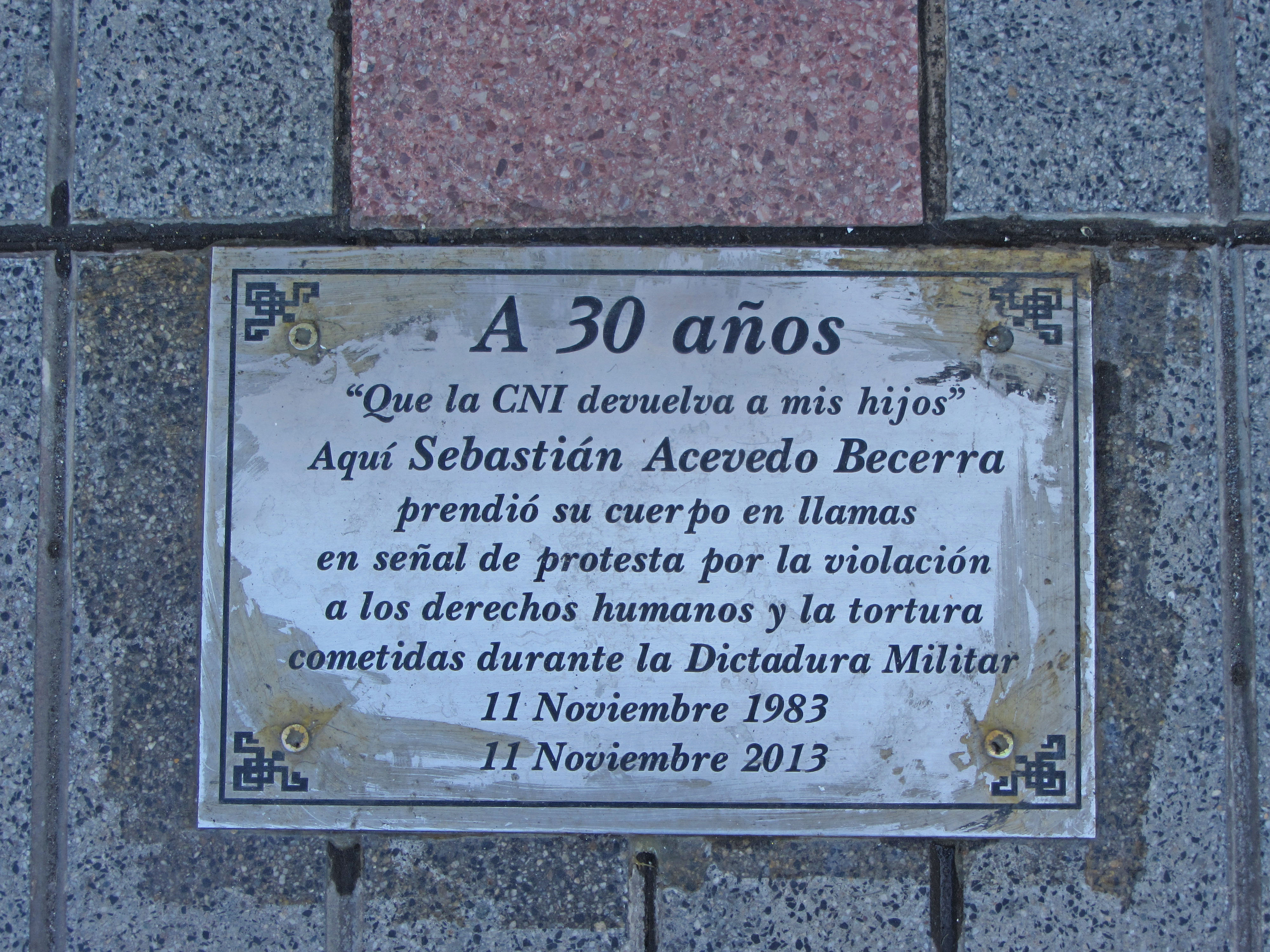
Placa de Sebastián Acevedo en la entrada de la Catedral de la Santísima Concepción

Ante los hechos sucedidos en Concepción, un grupo de personas que protestaba contra la tortura que practicaba la CNI, decidió denominar a su movimiento con el nombre de Movimiento Contra la Tortura Sebastián Acevedo. Este grupo estaba coordinado por el jesuita José Aldunate, y realizó 180 protestas pacíficas en las calles durante siete años. Aldunate, recordando una de estas acciones, aseveró:

Escogimos un lugar de torturas que estaba en avenida Borgoño, donde había un portón de fierro. Llevamos un lienzo que decía «aquí se tortura». Armamos un escándalo en la calle, páramos el tráfico, echamos un canto, juntamos 70 personas. Hasta que llegaron los carabineros, con sus carros. Se llevaron a algunos, otros nos metimos en los carros, por fuerza. Llegamos a las comisarías, allá no encontraban qué hacer con nosotros. Nos tomaron los nombres, las fotos, etcétera. Y nos echaron a la calle a las 11 de la noche.

## Informe Rettig
El Informe Rettig, cataloga la muerte de Sebastián Acevedo como víctima de la violencia política: 

“ El 9 de noviembre de 1983 se registra la detención de Galo y María Candelaria Acevedo Saez, hijos de Sebastián ACEVEDO BECERRA, por civiles armados que no se identificaron. Su padre desesperado los busca en diferentes recintos y solicita ayuda en numerosas partes, sospechando que se encuentran en poder de la CNI. 

El 11 de noviembre de 1983, al no tener noticias de ellos, en señal de protesta y para presionar a las autoridades, rocía parafina y bencina en sus ropas en la Plaza de la ciudad, y debido a que un Carabinero intenta detenerlo, se prende fuego, muriendo a las pocas horas a consecuencia de la quemaduras que sufre.   

La Comisión estima que si bien Sebastián Acevedo murió a consecuencias de hechos provocados por su propia mano, y no cabe en rigor calificar su muerte de una violación de derechos humanos, es víctima de la violencia política, porque tomó la determinación que le costó la vida en un gesto extremo por salvar a sus hijos de consecuencias inciertas, pero que bien se podía temer fueran muy graves, o como modo desesperado de protestar por la situación que lo afligía como padre".

## Homenajes a Sebastián Acevedo
El poeta chileno Gonzalo Rojas escribió un poema titulado «Sebastián Acevedo», en honor a su nombre.
A su vez, Pedro Lemebel realizó en 1993 en la Facultad de Ciencias Sociales de la Universidad de Concepción una instalación titulada «Homenaje por Sebastián Acevedo», que incluyó video y performance.
El mismo 11 de noviembre del año 1983 Cristina González, del Canto Nuevo de Chile hoy conocida como Cristina Narea, al escuchar la noticia en la radio escribe la canción !11 de noviembre" que publicó en el casete "Mensajero del amor"
En septiembre de 2022, la Municipalidad de Concepción inauguró una placa homenaje a Sebastián Acevedo en la Plaza de la Independencia.